# شهرستان تاویوان
شهرستان تاویوان (به لاتین: Taoyuan County) یک شهرستان‌های جمهوری خلق چین در چین است که در چانگدی واقع شده‌است. شهرستان تاویوان ۴٬۴۴۱ کیلومتر مربع مساحت و ۹۷۶٬۰۰۰ نفر جمعیت دارد.